# Import
Importul constituie totalitatea operațiilor cu caracter comercial prin care se introduc într-o țară mărfuri/produse cumpărate din alte țări.